# Julien Dutel
Julien Dutel (Isère, 24 ottobre 1979) è un attore, regista e doppiatore francese.

## Filmografia
- 2000 : Mélusine ou les Raisons de vivre, regia di Damien Deveaux.
- 2000 : Maxime, cortometraggio prodotto per l'ACFA (Association canadienne-française de l'Alberta)
- 2001 : Le Dernier Contrat, regia di Franck Rabellino
- 2002 : Disco Furya, regia di David Godefroye
- 2002 : Lyon Police Spéciale, regia di Dominique Tabuteau
- 2004 : Kaamelott, regia di Alexandre Astier, ruolo: Kay

## Teatro
- 2002 : George Dandin o il marito confuso (George Dandin ou le Mari confondu) di Molière
- 2003 : Il Cid (Corneille) (Le Cid) di Corneille
- 2003 : Sogno di una notte di mezza estate (A Midsummer Night's Dream) di William Shakespeare
- 2004 : La Fille bien gardée di Eugène Labiche

## Doppiaggio

### Cinema
- Meredith - The Face of an Angel (2014), regia di Michael Winterbottom, voce di Edoardo (Valerio Mastrandrea) nella versione francese
- Housebound (2014), regia di Gerard Johnstone, voce di Amos (Glen-Paul Waru)

### Serie televisive
- Black Mirror (episodio San Junipero, stagione 3, 2016), voce di Greg (Raymond McAnally) nella versione francese
- Power Rangers Dino Charge, voce di : Heckyl (Ryan Carter), Snide, Lord Arcanon e personaggi minori

### Videogiochi
- Agatha Christie: The ABC Murders (2016), voce di Hercule Poirot nella versione inglese[1]

## Autore/regista
- 2005 : Contes en chemin, opera teatrale
- 2006 : Les Enfants du Dieu Serpent, CD di ambiente
- 2007 : L’odyssée de Peillonnex, opera teatrale
- 2007 : D.E.A.D, cortometraggio